# Livesport Prague Open 2024 – ženská čtyřhra
Ženská čtyřhra Livesport Prague Open 2024 probíhala ve druhé polovině července 2024 jako závěrečná příprava na pařížské olympijské hry. Do deblové soutěže pražského tenisového turnaje, hraného na antuce areálu Sparty Praha, nastoupilo šestnáct párů. Obhájkyně titulu, Japonka Nao Hibinová s Gruzínkou Oxanou Kalašnikovovou, do soutěže nezasáhly. 
Týden před rozehráním olympijské čtyřhry v areálu Rolanda Garrose využily tři páry pražskou soutěž k sehrání se, když během odehrané části sezóny netvořily stabilní dvojice. Turnajové jedničky startovaly týden po zisku wimbledonských trofejí, když Krejčíková vyhrála v All England Clubu dvouhru a Siniaková čtyřhru. Zbylé dva páry připravující se na olympiádu vytvořily Japonky Šúko Aojamová s Enou Šibaharaovou a Tchajwanky Sie Šu-wej – vítězka wimbledonského mixu, s Cchao Ťia-i. Do soutěže zasáhla i slovenská šampionka wimbledonské juniorky Renáta Jamrichová.
Vítězkami se staly nejvýše nasazené Češky Barbora Krejčíková s Kateřinou Siniakovou, které ve finále zdolaly americko-českou dvojici Bethanie Matteková-Sandsová a Lucie Šafářová poměrem 6–3 a 6–3. Obě 28leté šampionky, které přerušily spolupráci v závěru roku 2023 po zisku sedmi grandslamů, vybojovaly sedmnáctou společnou trofej. Soutěží prošly bez ztráty setu. Deblová světová dvojka Siniaková na okruhu WTA Tour vyhrála dvacátý sedmý titul ve čtyřhře a po ročníku 2015 druhý na Prague Open. V probíhající sezóně se jednalo o její čtvrtý triumf, a to vždy s jinou spoluhráčkou. Krejčíková ai odvezla devatenáctou trofej ze čtyřhry WTA a první takovou v roce 2024.
Poražené finalistky, známé pod přezdívkou „Bucie“, společně ovládly pět deblových grandslamů. 37letá Šafářová se v Praze krátce vrátila na okruh WTA, když kariéru ukončila na Roland Garros 2019. S o dva roky starší Mattekovou-Sandsovou naposledy předtím startovala na US Open 2018, kde je také zastavily Krejčíková se Siniakovou. Jako pár postoupily do prvního finále od triumfu na French Open 2017.

## Nasazení párů
1. Barbora Krejčíková /  Kateřina Siniaková (vítězky)
2. Šúko Aojamová /  Ena Šibaharaová (1. kolo)
3. Sie Šu-wej /  Cchao Ťia-i (semifinále, odstoupily)
4. Camilla Rosatellová /  Kimberley Zimmermannová (semifinále)

## Pavouk
| Legenda                                                       |                                                                        |                                                   |
| - Q – kvalifikant - WC – divoká karta - LL – šťastný poražený | - Alt – náhradník - SE – zvláštní výjimka - PR/SR – žebříčková ochrana | - w/o – bez boje - r – skreč - d – diskvalifikace |

| První kolo | První kolo                 | První kolo | První kolo | První kolo |  |  | Čtvrtfinále | Čtvrtfinále               | Čtvrtfinále | Čtvrtfinále | Čtvrtfinále |  |  | Semifinále | Semifinále                | Semifinále | Semifinále | Semifinále |  |  | Finále | Finále                    | Finále | Finále | Finále |
|            |                            |            |            |            |  |  |             |                           |             |             |             |  |  |            |                           |            |            |            |  |  |        |                           |        |        |        |
| 1          | B Krejčíková K Siniaková   | 6          | 6          |            |  |  |             |                           |             |             |             |  |  |            |                           |            |            |            |  |  |        |                           |        |        |        |
| WC         | R Jamrichová L Samson      | 3          | 4          |            |  |  | 1           | B Krejčíková K Siniaková  | 6           | 6           |             |  |  |            |                           |            |            |            |  |  |        |                           |        |        |        |
|            | A Fomina-Klotz J Jašina    | 5          | 2          |            |  |  |             | P Hon Z Sönmez            | 4           | 1           |             |  |  |            |                           |            |            |            |  |  |        |                           |        |        |        |
|            | P Hon Z Sönmez             | 7          | 6          |            |  |  |             |                           |             |             |             |  |  | 1          | B Krejčíková K Siniaková  | w/o        |            |            |  |  |        |                           |        |        |        |
| 3          | Š-w Sie Ť-i Cchao          | 5          | 6          | [10]       |  |  |             |                           |             |             |             |  |  | 3          | Š-w Sie Ť-i Cchao         |            |            |            |  |  |        |                           |        |        |        |
|            | M Kolodziejová J Malečková | 7          | 1          | [4]        |  |  | 3           | Š-w Sie Ť-i Cchao         | 7           | 6           |             |  |  |            |                           |            |            |            |  |  |        |                           |        |        |        |
|            | E Cascino Č-ch Tchang      | 7          | 6          |            |  |  |             | E Cascino Č-ch Tchang     | 5           | 0           |             |  |  |            |                           |            |            |            |  |  |        |                           |        |        |        |
|            | E Lechemia A Sharma        | 5          | 4          |            |  |  |             |                           |             |             |             |  |  |            |                           |            |            |            |  |  | 1      | B Krejčíková K Siniaková  | 6      | 6      |        |
|            | K von Deichmann K Zavacka  | 3          | 2          |            |  |  |             |                           |             |             |             |  |  |            |                           |            |            |            |  |  | WC     | B Mattek-Sands L Šafářová | 3      | 3      |        |
|            | Q Gleason C Perrin         | 6          | 6          |            |  |  |             | Q Gleason C Perrin        | 5           | 6           | [5]         |  |  |            |                           |            |            |            |  |  |        |                           |        |        |        |
|            | M Kempen L Salden          | 4          | 3          |            |  |  | 4           | C Rosatello K Zimmermann  | 7           | 4           | [10]        |  |  |            |                           |            |            |            |  |  |        |                           |        |        |        |
| 4          | C Rosatello K Zimmermann   | 6          | 6          |            |  |  |             |                           |             |             |             |  |  | 4          | C Rosatello K Zimmermann  | 2          | 2          |            |  |  |        |                           |        |        |        |
|            | Š Feng Ž Kulambajeva       | 5          | 2          |            |  |  |             |                           |             |             |             |  |  | WC         | B Mattek-Sands L Šafářová | 6          | 6          |            |  |  |        |                           |        |        |        |
|            | B Palicová D Šalková       | 7          | 6          |            |  |  |             | B Palicová D Šalková      |             |             |             |  |  |            |                           |            |            |            |  |  |        |                           |        |        |        |
| WC         | B Mattek-Sands L Šafářová  | 6          | 7          |            |  |  | WC          | B Mattek-Sands L Šafářová | w/o         |             |             |  |  |            |                           |            |            |            |  |  |        |                           |        |        |        |
| 2          | Š Aojama E Šibahara        | 2          | 5          |            |  |  |             |                           |             |             |             |  |  |            |                           |            |            |            |  |  |        |                           |        |        |        |